# Quintus Opimius
Quintus Opimius war ein römischer Politiker und 154 v. Chr. Konsul.

## Herkunft und Familie
Quintus Opimius kam aus einer plebejischen römischen Familie, die bisher in den Fasten noch nicht verzeichnet war, jedenfalls sind senatorische Ahnen vor Quintus nicht mit Sicherheit nachgewiesen. Bei dem 294 v. Chr.gefallenen Quästor Lucius Opimius Pansa ist fraglich, ob er zur Familie gehört, seine Existenz ist darüber hinaus überhaupt zweifelhaft. Quintus Opimius, Sohn und Enkel eines Quintus (von beiden gibt es keine Belege oder Erwähnungen), wurde wohl Anfang des 2. vorchristlichen Jahrhunderts geboren.

## Politische Laufbahn
Da über Opimius’ Laufbahn bis zum Consulat nichts bekannt ist und Titus Livius ihn entgegen seiner Gepflogenheit bis 167 v. Chr. nicht erwähnt,
muss Opimius die niederen Ämter Quaestor und Prätor nach diesem Zeitpunkt bekleidet haben. Das erste von ihm innegehabte und in der Literatur erwähnte Amt war das Consulat, in das er zusammen mit Lucius Postumius Albinus für das Jahr 154 v. Chr. gewählt wurde. Da Albinus kurz nach seinem Amtsantritt verstarb, wurde ihm Manius Acilius Glabrio als nachgewählter Suffektkonsul zur Seite gestellt. In seinem Consulat wurde ihm der Oberbefehl gegen die Ligurer übertragen, welche die mit Rom verbündete Stadt Massilia, heute Marseille, bedrängten. Die Massilioten hatten nämlich Rom um Beistand gebeten. Insbesondere hatten die Ligurer die massiliotischen Pflanzstädte Antipolis (heute Antibes) und Nicaia (heute Nizza) angegriffen, die sie belagerten. Bevor Rom militärisch eingriff, hatte der Senat Gesandte in die ligurischen Stadt Aigitna, den Hauptort des ligurischen Stammes der Oxybier, geschickt, um eine friedliche Lösung des Konflikts zu erreichen. Die Oxybier misshandelten jedoch die römischen Gesandten und wurden nun von den römischen Truppen unter Quintus Opimius angegriffen. Er führte seine Soldaten von Placentia, heute Piacenza, über den ligurischen Appennin und schlug die Oxybier in einer Feldschlacht am Flusse Apron, noch bevor die mit den Oxybiern verbündeten Dekieten diesen zu Hilfe eilen konnten. In einer 2. Feldschlacht schlug er dann auch die Dekieten und eroberte dann Aigitna und bestrafte es wegen der Verletzung der Gesandten hart. Die beiden besiegten ligurischen Stämme wurden entwaffnet und Massilia als Untertanen zugeteilt. Einen Triumphzug gewährte der Senat dem siegreichen Feldherrn nicht.
Über sein weiteres Leben ist nichts überliefert. Sein Sohn Lucius Opimius wurde zusammen mit Quintus Fabius Maximus Allobrogicus Konsul des Jahres 121 v. Chr.